# Risto Pulkkinen
Risto Pulkkinen (Sieve, 25 juli 1954) is een Fins componist en slagwerker.
Pulkkinen kreeg zijn muzikale opleiding  aan het Keski-Pohjanmaa Muziekcollege in Kokkola, Ostrobotië. In 1973 ging hij percussie-instrumenten studeren aan de Sibeliusacademie. Verdere studies brachten hem onder meer naar Manchester. In 1983 studeerde hij af met het eerste Percussiediploma van de Finse academie. Al eerder hadden het Symfonieorkest van Pori en het Turku Philharmonisch Orkest hem aangesteld als vast orkestlid. Hij gaf tevens les aan het Conservatorium van Turku. In aanvulling daarop speelde hij met diverse ensembles.   
Als componist schreef voor allerlei gezelschappen, maar bijna altijd had het slagwerk een belangrijke stem.

## Oeuvre
Zijn muziek is buiten Finland nauwelijks bekend:
- opus 1: Mignon voor marimba (1977)
- opus 2: Collection voor gitaar (1977)
- opus 2: Fuga voor marimba (1977)
- opus 2: Invention voor marimba (1977)
- opus 3: Zes Etelä-Pohjanmaa volksliedjes voor zangstem en vibrafoon (1980)
- opus 4: Chimes voor percussiekwintet (1981)
- opus 5: Variety voor percussiekwintet (1981)
- opus 6: Trio voor viool, dwarsfluit en vibrafoon (1982)
- opus 7: Twee liederen voor zangstem en vibrafoon op tekst van Teuvo Tovikko (1982)
- opus 7: The Chrysanthemum voor twee marimba’s (1982)
- opus 7.1: Original rags en weeping willow van Scott Joplin bewerkt voor twee marimbas (1982)
- opus 8: Christians lullaby voor vibrafoon (1982)
- opus 9: The blizzard voor percussiekwintet (1985)
- opus 10: Nicholas’ lullaby voor vibrafoon (1988)
- opus 11: Orion voor percussiekwintet (xylofoon, 2 vibrafoons, 2 marimbas) (1988)
- opus 11.1: Raukkateni voor zangstem en orkest; tekst V.P. Lehto (1989)
- opus 12: Introductie en allegro voor vibrafoon en harp (1989)
- opus 13: Soikoon laulumme voor zangstem en orkest (1991)
- opus 14: Aamu sarasta voor zangstem en orkest (1991)
- opus 15: Käsi Käteen voor zangstem en orkest (1991)
- opus 16: Aurora voor marimba en strijkorkest (1992)
- opus 17: Säkkijárven polkka voor percussiekwintet (1992)
- opus 18: Freetime voor accordeon, malletbespeler en piano (1993)
- opus 19: Eksynyt voor zangstem en orkest (1993)
- opus 20: Twaalf concertetudes voor vibrafoon, marimba en piano (1994)
- opus 21: Twee dialogen voor twee marimbas (1994)
- opus 22: Menuet voor piano (1995)
- opus 23: Kevään tullessa voor zangstem en orkest (1996)
- opus 24: Snarery voor kleine trom (1997)
- opus 25: The girl formk Ipanema voor percussiekwintet (1997)
- opus 26: Hornament voor hoorn en 4 malletbespelers (1996)
- opus 27: Erster Walzer voor marimba en strijkorkest (1999)
- opus 28: Philharmonic drummer voor drumkit (2000)
- opus 29: Basic patterns and rhythms voor Zuid-Amerikaans slagwerk (1999)
- opus 30: Nocturne, prelude en Valse brillante voor diverse percussie-instrumenten (2002)
- opus 31: Nobody knows the trouble I’ve seen voor zangstem en ensemble (2002)
- opus 31.1; Konsoli voor dwarsfluit en marimba (2002)
- opus 31.2: Pieni kehtolaulu voor dwarsfluit en marimba (2010)
- opus 32: Diverse stukken voor zangstem en ensemble (2002)
- opus 33: Diverse stukken voor zangstem en ensemble (2002)
- opus 34: Ritual (2003)
- opus 35: Philharmonic timpanist voor pauken en piano (2005)
- opus 36: Gitaarconcert (2011)